# Ornithocephalus (orquídea)
Ornithocephalus es un género de unas 55 especies de orquídeas epifitas simpodiales. Se encuentran a lo largo de toda la América tropical.

## Descripción
Esta planta es pequeña epifita simpódial que se desarrolla en clima de intermedio a cálido muy húmedo generalmente sobre los helechos arbóreos o cortezas de árboles con las raíces que sobresalen colgando. No tienen pseudobulbos y las hojas carnosas se agrupan basalmente en forma de abanico, tienen una función de reserva. Se desarrollan  múltiples inflorescencias cada año. 

## Distribución y hábitat
Estas especies son epífita simpodiales y se encuentran en la América tropical en zonas húmedas  y en sombra. 

## Etimología
Su nombre "Ornithochilus" procede del Griego "Ornis" = "Pájaro" ; " cephalus" = "cabeza"; referido a la similitud de la columna con la cabeza de un pájaro. 

### Sinonimia
- Sphyrastylis Schltr. (1920)
- Oakes-Amesia C. Schweinf. & P.H. Allen (1948)

## Especies deOrnithocephalus
1. Ornithocephalus alfredoi  Archila & Chiron, Richardiana 11: 197 (2011)
2. Ornithocephalus archilarum  Chiron, Richardiana 11: 197 (2011)
3. Ornithocephalus aristatus  Pupulin & Dressler, Brittonia 58: 314 (2006)
4. Ornithocephalus aurorae  D.E.Benn. & Christenson, Lindleyana 13: 80 (1998)
5. Ornithocephalus bicornis  Lindl. in G.Bentham, Bot. Voy. Sulphur: 172 (1846)
6. Ornithocephalus biloborostratus  Salazar & R.González, Orquídea (Ciudad de México), n.s., 12: 88 (1990)
7. Ornithocephalus bonitensis  (Dodson) Toscano, Selbyana 28: 111 (2007 publ. 2008)
8. Ornithocephalus brachyceras  G.A.Romero & Carnevali, Orchids Venezuela, ed. 2: 1140 (2000)
9. Ornithocephalus brachystachyus  Schltr., Repert. Spec. Nov. Regni Veg. Beih. 35: 104 (1925)
10. Ornithocephalus bryostachyus  Schltr., Repert. Spec. Nov. Regni Veg. 17: 17 (1921)
11. Ornithocephalus cascajalensis  Archila, Revista Guatemal. 13(2): 82 (2010)
12. Ornithocephalus castelfrancoi  Pupulin, Lindleyana 15: 27 (2000)
13. Ornithocephalus caveroi  D.E.Benn. & Christenson, Icon. Orchid. Peruv.: t. 737 (2001)
14. Ornithocephalus ciliatus  Lindl., Ann. Nat. Hist. 4: 383 (1840)
15. Ornithocephalus cochleariformis  C.Schweinf., Bot. Mus. Leafl. 4: 124 (1937)
16. Ornithocephalus cryptanthus  (C.Schweinf. & P.H.Allen) Toscano & Dressler, Lindleyana 15: 255 (2000)
17. Ornithocephalus cujetifolia  Barb.Rodr., Gen. Spec. Orchid. 1: 133 (1877)
18. Ornithocephalus dalstroemii  (Dodson) Toscano & Dressler, Lindleyana 15: 255 (2000)
19. Ornithocephalus dodsonii  R.Vásquez & T.Krömer, Revista Soc. Boliv. Bot. 3: 27 (2001)
20. Ornithocephalus dolabratus  Rchb.f., Linnaea 41: 106 (1876)
21. Ornithocephalus dressleri  (Toscano) Toscano & Dressler, Lindleyana 15: 255 (2000)
22. Ornithocephalus dunstervillei  Toscano & Carnevali, Harvard Pap. Bot. 14: 199 (2009)
23. Ornithocephalus ecuadorensis  (Garay) Toscano & Dressler, Lindleyana 15: 255 (2000)
24. Ornithocephalus escobarianus  (Garay) Toscano & Dressler, Lindleyana 15: 255 (2000)
25. Ornithocephalus estradae  Dodson, Icon. Pl. Trop. 1: t. 194 (1980)
26. Ornithocephalus falcatus  Focke, Tijdschr. Natuurk. Wetensch. Kunsten 1: 211 (1848)
27. Ornithocephalus garayi  (D.E.Benn. & Christenson) Toscano & Dressler, Lindleyana 15: 255 (2000)
28. Ornithocephalus gladiatus  Hook., Exot. Fl. 2: t. 127 (1824)
29. Ornithocephalus grex-anserinus  Dressler & Mora-Ret., Novon 7: 120 (1997)
30. Ornithocephalus hoppii  (Schltr.) Toscano & Dressler, Lindleyana 15: 255 (2000)
31. Ornithocephalus inflexus  Lindl., Ann. Nat. Hist. 4: 384 (1840)
32. Ornithocephalus iridifolius  Rchb.f. in W.G.Walpers, Ann. Bot. Syst. 6: 494 (1863)
33. Ornithocephalus kalbreyerianus  Kraenzl., Notizbl. Bot. Gart. Berlin-Dahlem 8: 137 (1922)
34. Ornithocephalus lankesteri  Ames, Schedul. Orchid. 3: 24 (1923)
35. Ornithocephalus lehmannii  Schltr., Repert. Spec. Nov. Regni Veg. Beih. 7: 195 (1920)
36. Ornithocephalus longilabris  Schltr., Repert. Spec. Nov. Regni Veg. Beih. 9: 114 (1921)
37. Ornithocephalus manabina  Dodson, Selbyana 7: 355 (1984)
38. Ornithocephalus micranthus  Schltr., Repert. Spec. Nov. Regni Veg. Beih. 27(1): 180 (1924)
39. Ornithocephalus minimiflorus  Senghas, J. Orchideenfr. 1: 168 (1994)
40. Ornithocephalus montealegreae  Pupulin, Orchids 71: 1017 (2002)
41. Ornithocephalus myrticola  Lindl., Ann. Nat. Hist. 4: 383 (1840)
42. Ornithocephalus numenius  Toscano & Dressler, Lindleyana 15: 252 (2000)
43. Ornithocephalus obergiae  Soto Arenas, Orquídea (Ciudad de México), n.s., 12: 194 (1992)
44. Ornithocephalus oberonioides  (Schltr.) Toscano & Dressler, Lindleyana 15: 255 (2000)
45. Ornithocephalus patentilobus  C.Schweinf., Amer. Orchid Soc. Bull. 16: 510 (1947)
46. Ornithocephalus polyodon  Rchb.f., Linnaea 41: 33 (1876)
47. Ornithocephalus powellii  Schltr., Repert. Spec. Nov. Regni Veg. Beih. 17: 188 (1922)
48. Ornithocephalus suarezii  Dodson, Icon. Pl. Trop., II, 6: t. 564 (1989)
49. Ornithocephalus torresii  Salazar & Soto Arenas, Brittonia 48: 209 (1996)
50. Ornithocephalus tripterus  Schltr., Repert. Spec. Nov. Regni Veg. 15: 209 (1918)
51. Ornithocephalus tsubotae  (P.Ortiz) Toscano & Dressler, Lindleyana 15: 255 (2000)
52. Ornithocephalus urceilabris  (P.Ortiz & R.Escobar) Toscano & Dressler, Lindleyana 15: 256 (2000)
53. Ornithocephalus valerioi  Ames & C.Schweinf., Schedul. Orchid. 10: 103 (1930)
54. Ornithocephalus vasquezii  Dodson, Icon. Pl. Trop., II, 3: t. 272 (1989)
55. Ornithocephalus zamoranus  Dodson, Native Ecuadorian Orchids 4: 882 (2003)